# Akademia Nauk Stosowanych Gospodarki Krajowej w Kutnie
Akademia Nauk Stosowanych Gospodarki Krajowej w Kutnie (potocznie ANSGK Kutno) – uczelnia niepubliczna z siedzibą w Kutnie, przy ulicy Lelewela 7.
Uczelnia oferuje studia stacjonarne i niestacjonarne oraz podyplomowe. Organizuje także szeroki wachlarz kursów dokształcających. Uczelnia dysponuje własnymi domami studenckimi, zapleczem socjalnym i sportowym. Posiada bibliotekę, jak również własne wydawnictwo – „Wydawnictwo ANSGK”.

## Historia i podstawy prawne
Niepaństwowa Akademia Nauk Stosowanych pn. Wyższa Szkoła Marketingu i Zarządzania, z siedzibą w Kutnie, została utworzona na podstawie decyzji Ministra Edukacji Narodowej z dnia 31 lipca 1998 r. nr DNS-0145-177/RO/98, przez Sławomirę Białobłocką, Jerzego Lewandowskiego oraz Henryka Ziółkowskiego. Zgodnie z udzielonym pozwoleniem, uczelnia posiadała uprawnienie do prowadzenia kształcenia na poziomie wyższych studiów zawodowych w jednej specjalności: „zarządzanie przedsiębiorstwem”.
Decyzją z dnia 18 sierpnia 1999 r. nr DNS-1-0145-576/RO/99 nazwa uczelni otrzymała brzmienie: Wyższa Szkoła Gospodarki Krajowej. Uczelnia została wpisana do rejestru niepaństwowych uczelni zawodowych decyzją z dnia 11 sierpnia 1998 r. nr DNS-1-0145-177/RO/98 pod liczbą porządkową „4”.
W dniu 17 grudnia 2021 r. Ministerstwo Edukacji Narodowej wyraziło zgodę na zmianę nazwy uczelni na: Akademia Nauk Stosowanych Gospodarki Krajowej w Kutnie.

## Wydziały i kierunki kształcenia
Wydział Nauk o Zdrowiu
- Kierunki:[3]
  - Pielęgniarstwo (lic. i mgr)
  - Ratownictwo (lic.)

Wydział Nauk Technicznych
- Kierunki:[4]
  - Geodezja i kartografia (inż. i mgr)
  - Inżynieria środowiska (inż. i mgr)

Wydział Studiów Europejskich
- Kierunki:[5]
  - Europeistyka (lic. i mgr)
  - Bezpieczeństwo Narodowe (lic.)

Wydział Administracji i Nauk Społecznych
- Kierunki:[6]
  - Administracja (lic. i mgr)
  - Pedagogika wczesnoszkolna i przedszkolna (jednolite mgr)
  - Psychologia (jednolite mgr)

Wydział Zarządzania i Studiów Inżynierskich
- Kierunki:[7]
  - Logistyka (inż.)

## Sport w ANSGK
Przy uczelni działa Klub Sportów i Sztuk Walki AZS ANSGK Kutno, zrzeszający sekcje Taekwondo oraz K-1. W latach 2000–2013 przy uczelni działała drużyna koszykówki AZS WSGK Kutno, wsytępująca m.in. w rozgrywkach I ligi.